# 金沢文子
金沢 文子（かなざわ ぶんこ、1979年4月4日 - ）は、日本のAV女優。
1990年代後半にデビューした。

## 略歴
1996年にグラビアデビュー。モデル事務所の知人からモデルの代理を依頼され、カメラ関係の雑誌に無名モデルとして写真が掲載されたことが業界入りのきっかけだったという。芸名は当時神奈川県在住だったことから、横浜市の金沢文庫駅になぞらえて、事務所側が考案したもの。
1997年初頭、英知出版からファースト写真集が発売。同年8月、『18才〜Sweet Eighteen』でAVデビュー、同時期に発売されたセカンド写真集では制服ヌードを披露。デビュー時から所属したAVメーカーの宇宙企画では14作の単独作品に出演しているが、これは単一女優としての同社における最多出演記録である。日本国外においても、一部の国ではオリジナルのヌード写真集が発売されたこともあった。
出演作は長く擬似本番路線で、生フェラもNGでゴムフェラのみだった。2000年8月にはソフト・オン・デマンドよりインディーズデビューし、一部のNG項目を解禁。2001年には川崎ロック座をはじめとするストリップに活動の中心を移し、AVは半引退状態になったが、2003年4月には以前にも出演したことのあるMOODYZで再デビュー、本番路線に踏み込み、ぶっかけや飲精といったハードなプレイもこなすようになる。
2005年1月にMOODYZよりリリースされた『金沢文子、犯される。』を最後に、しばらくAVへの出演を休止。その後もストリップの公演は各地の劇場で務めていたが、同年12月に公式HPで長期休業を宣言した。
2007年12月に『ハイパーデジタルモザイクVol.072』(MOODYZ)でAV女優としての活動を再開。
AV女優キャバクラである「レッドドラゴン」のキャストであった。
AV男優について、「瞬間恋愛した男(ひと)たち」と述べている。

## 作品

### アダルトビデオ(撮りおろし作品)

#### 1997年
- 18才〜Sweet Eighteen (1997年8月24日、宇宙企画(メディアステーション))
- 青春のいじわる (1997年9月28日、宇宙企画)
- 恋するヒロイン (1997年10月31日、宇宙企画)
- 女学生の園Special (1997年11月30日、宇宙企画) …オムニバス
- パンドラの誘惑 (1997年12月21日、宇宙企画)

#### 1998年
- 世界は君のために (1998年1月25日、宇宙企画)
- こすぷれ姫 (1998年2月15日、宇宙企画)
- コスプレマニア図鑑 制服ランド 2 (1998年3月22日、宇宙企画) …オムニバス
- ロマンスの花 (1998年4月12日、宇宙企画)
- 愛しちゃったのよ (1998年5月31日、宇宙企画)
- 原色VIDEO図鑑 女教師CLUB 14 (1998年6月28日、宇宙企画) …オムニバス
- 暴発エロス (1998年7月12日、宇宙企画)
- 天才カナブン (1998年8月16日、宇宙企画)
- プラチナFUCK (1998年9月13日、宇宙企画)
- 制服ワイセツ主義 (1998年10月11日、宇宙企画)
- ぶっとい注射してあげる (1998年11月15日、宇宙企画)
- カーテンコール (1998年12月13日、宇宙企画)

#### 1999年
- 女尻 (1999年1月26日、アリスJAPAN)
- AVアイドル伝説 (1999年2月20日、アトラス)
- 淫口 (1999年3月19日、サマンサ)
- セルフポートレート #2 (1999年4月20日、アリスJAPAN)
- NEO出血大制服 51 (1999年5月25日、アトラス)
- Fetish Virgin III (1999年6月15日、サマンサ)
- 発情リングスター (1999年7月23日、アリスJAPAN)
- 猥褻モデル (1999年8月24日、アリスJAPAN)
- 監禁ボディドール (1999年9月30日、サマンサ)
- 人間廃業 (1999年10月29日、バビロン)
- 堕天使X (1999年11月10日、バズーカ)
- 逆ソープ天国 (1999年12月21日、バビロン)

#### 2000年
- 私小説 (2000年1月31日、SAMM)
- ザ・カゲキ (2000年2月21日、SAMM)
- 口全ワイセツ 30 (2000年3月27日、SAMM)
- H秘書はナマがお好き Part 25 (2000年5月25日、シェール・HRCホームビデオ)
- 恋はKANABUN (2000年6月25日、シェール)
- THE BLONDE (2000年7月27日、VIP)
- 金沢文子セルビデオはじめました。 (2000年8月20日、DEMAND (ハムレット))
- Chaos 色情四姉妹 (2000年9月1日、QUEST (MOODYZ))
- P-Teachers(プライベート・ティーチャーズ) 危ない個人教師 (2000年10月1日、QUEST (MOODYZ))
- 金沢文子の手コキ・淫語・痴女 (2000年9月20日、ON (ハムレット))
- 金沢文子のヘン顔イキまくり!! (2000年11月11日、ON (ハムレット))
- COSTUME PRINCESS (2000年12月1日、Imperial (MOODYZ))

#### 2001年
- 灯かり (2001年1月10日、暴夢 (アイエナジー))
- Reversible Soap 泡伝説 (2001年2月1日、Imperial (MOODYZ))
- 走る・濡れる・透ける コスプレ全力疾走 (2001年3月7日、ハムレット)
- SEX TRAVELLER 「思いっきり甘えちゃうぞ!」 (2001年4月1日、Imperial (MOODYZ))
- 働く女 ななつのすけべなおしごと (2001年7月1日、Imperial (MOODYZ))
- 変身(コス)るわよ vol.6 (2001年7月23日、ワンズファクトリー)
- ドリーム学園 2 (2001年8月1日、QUEST (MOODYZ))
- 徹底攻略 HOW to PERFECT (2001年9月1日、ワンズファクトリー)
- コスプレ金文 (2001年9月7日、TMA WORKS)
- FACE 39 (2001年9月20日、AUDAZ)
- ミッドナイト・オマンコ かなぶんTV (2001年10月1日、Imperial (MOODYZ))

#### 2002年
- 夢の回廊 (2002年6月26日、SIX (サンセットカラー))
- 秘密クラブの女 (2002年7月26日、コレクト)

#### 2003年
- 下半身超アップの世界 2 (2003年4月15日、Legend (MOODYZ))
- アナタのチンポいじめてアゲル。 (2003年5月15日、Legend (MOODYZ))
- デジタルモザイク Vol.013 (2003年6月15日、KILLER (MOODYZ))
- BATHROOM SERVICE (2003年7月15日、Legend (MOODYZ))
- ドリームウーマン VOL.19 (2003年9月1日、KILLER (MOODYZ))
- Angel (2003年10月8日、Angel (アイデアポケット))

#### 2004年
- 闇金の女帝 (2004年1月8日、死夜悪)
- 最高のオナニーのために 21世紀オナニー (2004年2月15日、KILLER (MOODYZ))
- 欲求不満な女の淫語飼育 (2004年9月15日、Legend (MOODYZ))
- イカセ4本番デジタルモザイク (2004年11月1日、Legend (MOODYZ))
- 金沢文子も精子飲む。 (2004年12月1日、Legend (MOODYZ))

#### 2005年
- 金沢文子、犯される。 (2005年1月1日、Legend (MOODYZ))

#### 2007年
- アリスピンクファイル 金沢文子 (2007年11月9日、アリスPINK)
- ハイパーデジタルモザイクVol.072 (2007年12月13日、DIVA (MOODYZ))

#### 2008年
- ザーメン小便肉便器 (2008年1月25日、ダスッ!)
- 伝説のアイドル金沢文子、絶叫FUCK!! (2008年2月1日、ANIMALIJO)
- Wキャスト (2008年2月13日、REAL (MOODYZ))共演:灘ジュン
- 男と二人、密室で (2008年10月7日、アタッカーズ)
- 完全限定生産 SOFT ON DEMAND ClassicBox Platinum (2008年10月9日、SODクリエイト) オムニバス
- 中にあたるとオカチクなっちゃう!金沢文子 乱丸 (11月22日、乱丸)
- 予備催眠SP4 (12月5日、アウダースジャパン)
- Best Scene of 催眠2 (12月16日、アウダースジャパン)
- Best Scene of 熟雌女anthology2 (12月26日、アウダースジャパン)

#### 2009年
- 夫の目の前で犯されて- BEST 6 (2月7日、アウトビジョン)
- ペニバン女教師アナル狩り 金沢文子 (3月15日、Waap)
- 兄嫁中出し相姦 金沢文子 (3月20日、ニューネクスト)

### イメージビデオ等
- 17's BUNNY (ときめきアイドル白書 12) (1997年2月、英知出版)
- もういいかい? (美少女EROS恋写館 Vol.20) (1997年7月、英知出版)
- BED TIME STORY (美少女EROS恋写館 Vol.45) (1998年7月、英知出版)
- Angel かなぶんがいっぱい (美少女EROS恋写館 Vol.49) (1998年12月、英知出版)
- 金沢文子が紹介する心休まる日本の温泉百選 ゆらら (2000年9月13日、ソフト・オン・デマンド)
- High Tention Love (2003年4月18日、L (トライハートコーポレーション))

## 書籍

### 写真集
- 金沢文子写真集（1997年3月20日発行、撮影：丸山裕、英知出版） ISBN 4754251032
- かなぶん、飛んだ。（1997年8月10日発行、撮影：池田亨昭、英知出版） ISBN 4754211588
- 昨日の、かなぶん。（1998年7月20日発行、撮影：藤田健五、英知出版） ISBN 4754211979
- 帰って来た、かなぶん。（1999年7月20日発行、撮影：丸山裕、英知出版） ISBN 475421238X
- スフィアの妖精（2000年発行、撮影：川人忠幸、フリーダム・エフ） 通販写真集
- KARAMI 03（2001年2月25日発行、撮影：横山こうじ、三和出版）
- reshape（2001年8月1日発行、撮影：清水清太郎、音楽専科社） ISBN 4872790758
- 夢の回廊（2002年7月発行、撮影：日暮圭介、大洋図書） ISBN 481300654X
- ポケ愛（2002年8月20日発行、撮影：憂想堂、ぶんか社） ISBN 4821124467

(海外のみ)
- 金澤文子人體藝術寫真集「立夏的十九歳」 （1997 - 8年頃発行、撮影：前場輝夫、東佑）

## テレビ
- エロパラNight (GyaOジョッキー2007年11月20日放送分)